# Скарборо (Онтарио)
Скарборо (енгл. Scarborough) је градска четврт града Торонта у канадској провинцији Онтарио. То је била полу-аутономна општина у оквиру општине метрополитански Торонто до 1998. када је обједињена у нови Велики Торонто.

## Познати становници
- Џим Кери
- Петар Жежељ
- Ђурађ Вујчић
- Мајк Мајерс